# Feng Shuo
Feng Shuo (丰硕S, Fēng ShuòP; Cina, 15 gennaio 1998) è una tennista cinese.

## Carriera
Feng Shuo ha vinto 16 titoli in doppio nel circuito ITF in carriera. Il 1º aprile 2019 ha raggiunto il best ranking in singolare raggiungendo la 547ª posizione mondiale, mentre il 16 settembre 2024 ha raggiunto la 155ª posizione in doppio.
Ha fatto il suo debutto nel circuito maggiore al Guangzhou International Women's Open 2018, entrando nel tabellone di doppio, dove ha partecipato insieme alla connazionale Kang Jiaqi, venendo subito sconfitte dalle teste di serie numero 2 Galina Voskoboeva e Vera Zvonarëva in due parziali.
Nel 2020, è stata la campionessa del CTA Tour nel doppio insieme a Zheng Wushuang dove hanno sconfitto in finale Jiang Xinyu e Tang Qianhui con il punteggio di 1-6, 6-4, [10-6].
Il 26 luglio 2025, Feng vince il primo titolo WTA 125 della carriera in doppio agli Internazionali Femminili di Palermo, dove in coppia con la francese Estelle Cascino hanno la meglio nell'ultima partita contro le giapponesi e prime teste di serie Momoko Kobori e Ayano Shimizu con il punteggio di 6-2, 6(2)-7, [10-7].

## Circuito WTA 125

### Doppio

#### Vittorie (1)
| N. | Data           | Torneo                       | Superficie  | Compagna        | Avversarie in finale        | Punteggio           |
| 1. | 26 luglio 2025 | Palermo Ladies Open, Palermo | Terra rossa | Estelle Cascino | Momoko Kobori Ayano Shimizu | 6-2, 6(2)-7, [10-7] |

## Statistiche ITF

### Doppio

#### Vittorie (16)
| Torneo $100.000 (0) |
| Torneo $80.000 (0)  |
| Torneo $60.000 (2)  |
| Torneo $40.000 (3)  |
| Torneo $25.000 (7)  |
| Torneo $15.000 (4)  |

| N.  | Data              | Torneo                                                      | Superficie  | Compagna              | Avversaria in finale                   | Punteggio           |
| 1.  | 7 luglio 2017     | Hotspring Peninsula ITF Women's Circuit, Anning             | Terra rossa | Li Yihong             | Jiang Xinyu Tang Qianhui               | 6-3, 6-4            |
| 2.  | 30 marzo 2018     | ITF Women's Circuit Nanjing, Nanjing                        | Cemento     | Zheng Wushuang        | Sun Xuliu Zhao Qianqian                | 6-2, 6-4            |
| 3.  | 8 giugno 2018     | Changsha Open, Changsha                                     | Cemento     | Jiang Xinyu           | Han Xinyun Zhang Ying                  | 6-3, 4-6, [11-9]    |
| 4.  | 14 luglio 2018    | ITF Women's Circuit Tianjin, Tianjin                        | Cemento     | Jiang Xinyu           | Chen Jiahui Ye Qiuyu                   | 6-4, 6-4            |
| 5.  | 2 giugno 2019     | Luzhou Open, Luzhou                                         | Cemento     | Xun Fangying          | Guo Hanyu Ye Qiuyu                     | 6-3, 6-1            |
| 6.  | 3 agosto 2019     | Open Castilla y León, El Espinar                            | Cemento     | Marina Bassols Ribera | Alexandra Bozovic Šalimar Talbi        | 7–5, 7–6(4)         |
| 7.  | 17 agosto 2019    | Disa Las Palmas de Gran Canaria, Las Palmas de Gran Canaria | Terra rossa | Marina Bassols Ribera | Manon Arcangioli Kimberley Zimmermann  | 6-3, 6-1            |
| 8.  | 17 giugno 2023    | ITF Women's Circuit Tianjin, Tianjin                        | Cemento     | Zheng Wushuang        | Jiangxue Han Yujia Huang               | 6-0, 6-2            |
| 9.  | 24 giugno 2023    | Magic Tours, Monastir                                       | Cemento     | Zheng Wushuang        | Jiangxue Han Yujia Huang               | 6–2, 6–3            |
| 10. | 15 luglio 2023    | ITF World Tennis Tour Naiman, Naiman                        | Cemento     | Wu Meixu              | Dang Yiming You Xiaodi                 | 1-6, 6-3, [10-5]    |
| 11. | 19 agosto 2023    | Zhongchang Open, Nanchang                                   | Cemento     | Zheng Wushuang        | Cho I-hsuan Cho Yi-tsen                | 5-7, 7-6(8), [10-4] |
| 12. | 14 settembre 2024 | Guiyang Open, Guiyang                                       | Cemento     | Ye Qiuyu              | Li Zongyu Shi Han                      | 7-6(3), 6-3         |
| 13. | 11 maggio 2025    | ITF NH Bank International Women's Tennis Tour, Goyang       | Cemento     | Li Zongyu             | Hiromi Abe Ikumi Yamazaki              | 6-2, 7-5            |
| 14. | 21 giugno 2025    | Zagreb Ladies Open, Zagabria                                | Terra rossa | Aoi Itō               | Arina Bulatova Martha Matoula          | 7-5, 6-3            |
| 15. | 27 giugno 2025    | Open Ciudad de Palma del Río, Palma del Río                 | Cemento     | Liang En-shuo         | María Paulina Pérez Victoria Rodríguez | 6-2, 6-3            |
| 16. | 10 agosto 2025    | Ladies Open Amstetten, Amstetten                            | Terra rossa | Liang En-shuo         | Dalila Jakupovič Nika Radišić          | 4-6, 6-4, [10-0]    |

#### Sconfitte (17)
| Torneo $100.000 (1) |
| Torneo $80.000 (0)  |
| Torneo $60.000 (2)  |
| Torneo $40.000 (4)  |
| Torneo $25.000 (7)  |
| Torneo $15.000 (3)  |

| N.  | Data             | Torneo                                                      | Superficie  | Compagna              | Avversaria in finale                 | Punteggio        |
| 1.  | 19 maggio 2017   | Qujing Open, Qujing                                         | Cemento     | Zhao Xiaoxi           | Jiang Xinyu Tang Qianhui             | 4-6, 3-6         |
| 2.  | 30 giugno 2017   | Hotspring Peninsula ITF Women's Circuit, Anning             | Terra rossa | Kang Jiaqi            | Sun Xuliu Zang Jiaxue                | 2-6, 4-6         |
| 3.  | 27 ottobre 2018  | ITF Women's Circuit Nanning, Nanning                        | Cemento     | Guo Hanyu             | Kim Na-ri Ye Qiuyu                   | 3-6, 0-6         |
| 4.  | 10 agosto 2019   | Disa Gran Canaria, Las Palmas de Gran Canaria               | Terra rossa | Marina Bassols Ribera | Victoria Rodríguez Ana Sofía Sánchez | 3-6, 5-7         |
| 5.  | 18 febbraio 2023 | Sanctband ITF World Tennis Tour, Ipoh                       | Cemento     | Guo Hanyu             | Li Yu-yun Anastasija Poplavska       | 5-7, 2-6         |
| 6.  | 4 marzo 2023     | ITF World Tennis Tour Women Kuching, Kuching                | Cemento     | Guo Meiqi             | Guo Hanyu Li Yu-yun                  | 2-6, 3-6         |
| 7.  | 10 giugno 2023   | Luzhou Open, Luzhou                                         | Cemento     | Zheng Wushuang        | Li Yu-yun Tang Qianhui               | 6(4)-7, 2–6      |
| 8.  | 14 ottobre 2023  | Shenzhen Guangming Open, Shenzhen                           | Cemento     | Zheng Wushuang        | Cho I-hsuan Cho Yi-tsen              | 5-7, 3-6         |
| 9.  | 28 ottobre 2023  | Women's Qiandaohu, Lago Qiandao                             | Cemento     | Zheng Wushuang        | Anastasija Gur'eva Sofia Šapatava    | 2-6, 6-4, [4-10] |
| 10. | 17 febbraio 2024 | ITF World Tennis Tour Presented by SAT, Nakhon Si Thammarat | Cemento     | Zheng Wushuang        | Peangtarn Plipuech Naho Satō         | 1-6, 6-4, [7-10] |
| 11. | 16 marzo 2024    | Terranova Cup, Solarino                                     | Sintetico   | Stéphanie Visscher    | Weronika Falkowska Martyna Kubka     | 7-5, 1-6, [9-11] |
| 12. | 13 aprile 2024   | Shenzhen Guangming Open, Shenzhen                           | Cemento     | Wang Jiaqi            | Cho I-hsuan Cho Yi-tsen              | 3-6, 4-6         |
| 13. | 18 maggio 2024   | Kunming Open, Anning                                        | Terra rossa | Park So-hyun          | Haley Giavara Li Yu-yun              | 3-6, 1-6         |
| 14. | 29 giugno 2024   | Macha Lake Open, Staré Splavy                               | Terra rossa | Sapfo Sakellaridi     | Maja Chwalińska Anastasia Dețiuc     | 3-6, 6-2, [6-10] |
| 15. | 31 agosto 2024   | Jinan Open, Jinan                                           | Cemento     | Liu Fangzhou          | Guo Meiqi Xiao Zhenghua              | 3-6, 6-1, [5-10] |
| 16. | 7 settembre 2024 | ITF Incheon Open International Women's Tennis, Incheon      | Cemento     | Aoi Itō               | Tang Qianhui Zheng Wushuang          | 2-6, 3-6         |
| 17. | 3 agosto 2025    | CTS Ladies Open Hechingen, Hechingen                        | Terra rossa | Li Zongyu             | Renáta Jamrichová Elena Pridankina   | 2-6, 2-6         |